# Phorbia pilostyla
Phorbia pilostyla este o specie de muște din genul Phorbia, familia Anthomyiidae, descrisă de Masayoshi Suwa în anul 1977.
Este endemică în Nepal. Conform Catalogue of Life specia Phorbia pilostyla nu are subspecii cunoscute.